# Los Bañales
El yacimiento arqueológico de Los Bañales se corresponde con los restos de una ciudad romana cuyo nombre todavía es incierto. Debió ocupar una extensión de algo más de veinte hectáreas de terreno, delimitadas al norte por un monumental espacio residencial, al sur por el cerro de El Huso y La Rueca, al este por Puy Foradado y el trazado elevado de un acueducto romano, y al oeste por la supuesta necrópolis al pie del cerro de El Pueyo.
De esta ciudad, durante muchos años, se han estudiado con detalle su sistema hidráulico, sus termas monumentales, construidas a finales del siglo I d. C., y el acueducto que llevaba el agua a la ciudad desde un posible embalse próximo. Fueron precisamente las termas las que debieron dar nombre al lugar y a la antigua advocación de Nuestra Señora de Los Bañales, cuya ermita se encuentra junto al área arqueológica. En los últimos años, desde 2008, gracias a la Dirección General de Patrimonio del Gobierno de Aragón, se ha retomado la investigación arqueológica del lugar que ha puesto al descubierto espacios del urbanismo de la ciudad, y encontrado también objetos que formaron parte de la vida material cotidiana del siglo I.
En la actualidad los trabajos arqueológicos de investigación y de formación de ellos derivados, para poner en valor el yacimiento arqueológico, cuentan con el apoyo de la Dirección General de Patrimonio Cultural del Gobierno de Aragón, de la comarca de las Cinco Villas y de los Ayuntamientos de Uncastillo, Sádaba, Layana y Biota. Además, mediante un modelo en gestión del patrimonio arqueológico innovador, se incluyen aportaciones de empresas privadas (E.On, General Eólica Aragonesa o la Fundación ACS) y otras de forma esporádica, que también patrocinan el proyecto.

## Historia
Antes de llegar a Los Bañales, la vía que unía Caesaraugusta con el Pirineo, que accedía al lugar atravesando el término municipal de Biota, pasaba por la ciudad romana que hubo en Ejea de los Caballeros, tal vez la Segia de las fuentes antiguas.
Se ignora el nombre que la ciudad tuvo para quienes la habitaron, y también aquel con el que pudieran conocerla los romanos a su llegada a la zona hacia el 195 a. C. En los años que se han dedicado al estudio de este yacimiento han sido muchos los posibles nombres antiguos que se le han atribuido, como Clarina, Muscaria o Atiliana. Pero el que actualmente se considera más plausible es el de Tarraga, la Teracha listada en el Ravenate (IV 311, 11), que es una civitas foederata según los listados de Plinio (Nat. Hist. III, 24) relativos al convento jurídico de Caesaraugusta, que sería la Tarraga vascona citada por Ptolomeo (II 6, 66), en la vía de Caesaraugusta a Pompelo, aunque dicha vía no se cite en el Itinerario de Antonino. En cualquier caso, solo la aparición de alguna inscripción pública en las excavaciones futuras, en la que figure el nombre de la ciudad, podrá resolver esta incógnita.
Según proponen los últimos datos conocidos, la ciudad tuvo —al menos en su parte baja, la más monumental— un primer y casi general abandono en torno al siglo III d. C., un traslado de sus élites locales a fincas rurales explotadas ya desde el siglo I a. C., y una retracción de su poblamiento hacia El Pueyo, el montículo prominente de la ciudad, donde parece sobrevivir hasta el siglo IX d. C.

## Actividad arqueológica
En junio de 1931, la Gaceta de Madrid antecesora del Boletín Oficial del Estado incluyó Los Bañales de Uncastillo y otros monumentos de la zona como el Mausoleo de los Atilios y la Sinagoga de Sádaba en el Tesoro Artístico Nacional. Setenta años más tarde, en marzo de 2003, estos conjuntos son declarados Bien de Interés Cultural por la Dirección General de Patrimonio del Gobierno de Aragón.
Durante ese extenso periodo comprendido entre los años 1931 y 2003, el yacimiento fue escenario de actuaciones arqueológicas en tres ocasiones:
- Entre 1942 y 1947 dirigidas por José Galiay. Excavó las termas, El Pueyo, la zona de las dos columnas y el ángulo noroeste del foro, que interpretó como un templo.[9][10]
- Entre 1972 y 1979 dirigidas por Antonio Beltrán. Excavó las termas en su totalidad, incluyendo su reconstrucción, una manzana en El Pueyo, ya excavada por Galiay, hizo estudios completos sobre el acueducto y el sistema hidráulico, y en las últimas campañas excavó de nuevo la zona de las dos columnas, erróneamente tratada como un mercado (macellum).[11][12]
- Entre 1998 y 2001 dirigidas por José María Viladés y Miguel Ángel Zapater. Excavaron una zona al este de las termas.

En la actualidad y sin interrupción desde el año 2008, el yacimiento es objeto de un plan de investigación encargado por la Dirección General de Patrimonio del Gobierno de Aragón al equipo formado por el historiador Javier Andreu Pintado y por el arqueólogo Juan José Bienes. Desde la campaña de 2025, tras la jubilación de Juan José Bienes, la directora técnica es la arqueóloga María García-Barberena.
| Año  | Excavaciones  | Prospecciones        | Campañas en El Pueyo | Geoarqueología |
| ---- | ------------- | -------------------- | -------------------- | -------------- |
| 2008 |               | Campañas I, II y III |                      |                |
| 2009 | Campaña I.    | Campaña IV           |                      |                |
| 2010 | Campaña II.   | Campaña V.           |                      |                |
| 2011 | Campaña III.  | Campaña VI           |                      | Campaña I      |
| 2012 | Campaña IV.   | Campaña VII          | Campañas I y II      | Campaña II     |
| 2013 | Campaña V.    | Campaña VIII         | Campaña III          | Campaña III    |
| 2014 | Campaña VI.   | Campaña IX.          | Campaña IV           | Campaña IV.    |
| 2015 | Campaña VII.  | Campaña X.           |                      | Campaña V      |
| 2016 | Campaña VIII. | Campaña XI.          |                      |                |
| 2017 | Campaña IX.   | Campaña XII          |                      |                |
| 2018 | Campaña X.    |                      |                      |                |
| 2019 | Campaña XI.   |                      |                      |                |
| 2020 | Campaña XII.  |                      |                      |                |
| 2021 | Campaña XIII. | Campaña XIII.        |                      |                |
| 2022 | Campaña XIV.  |                      |                      |                |
| 2023 | Campaña XV.   |                      |                      |                |
| 2024 | Campaña XVI.  |                      |                      | Campaña VI     |
| 2025 | Campaña XVII. |                      |                      |                |

## Conjunto monumental
La amplia partida del sur del término municipal de Uncastillo que se conoce como Los Bañales esconde los restos de una ciudad romana de nombre aún desconocido, cuya visita permite comprender cuales fueron los principales retos a los que Roma hubo de enfrentarse para instalar en este lugar un centro urbano que se contó entre los más prósperos y monumentales del valle del Ebro. Aún en proceso de estudio, a día de hoy sus restos ofrecen sensacionales ejemplos de la arquitectura pública y privada romanas y, en especial, de la ingeniería hidráulica.

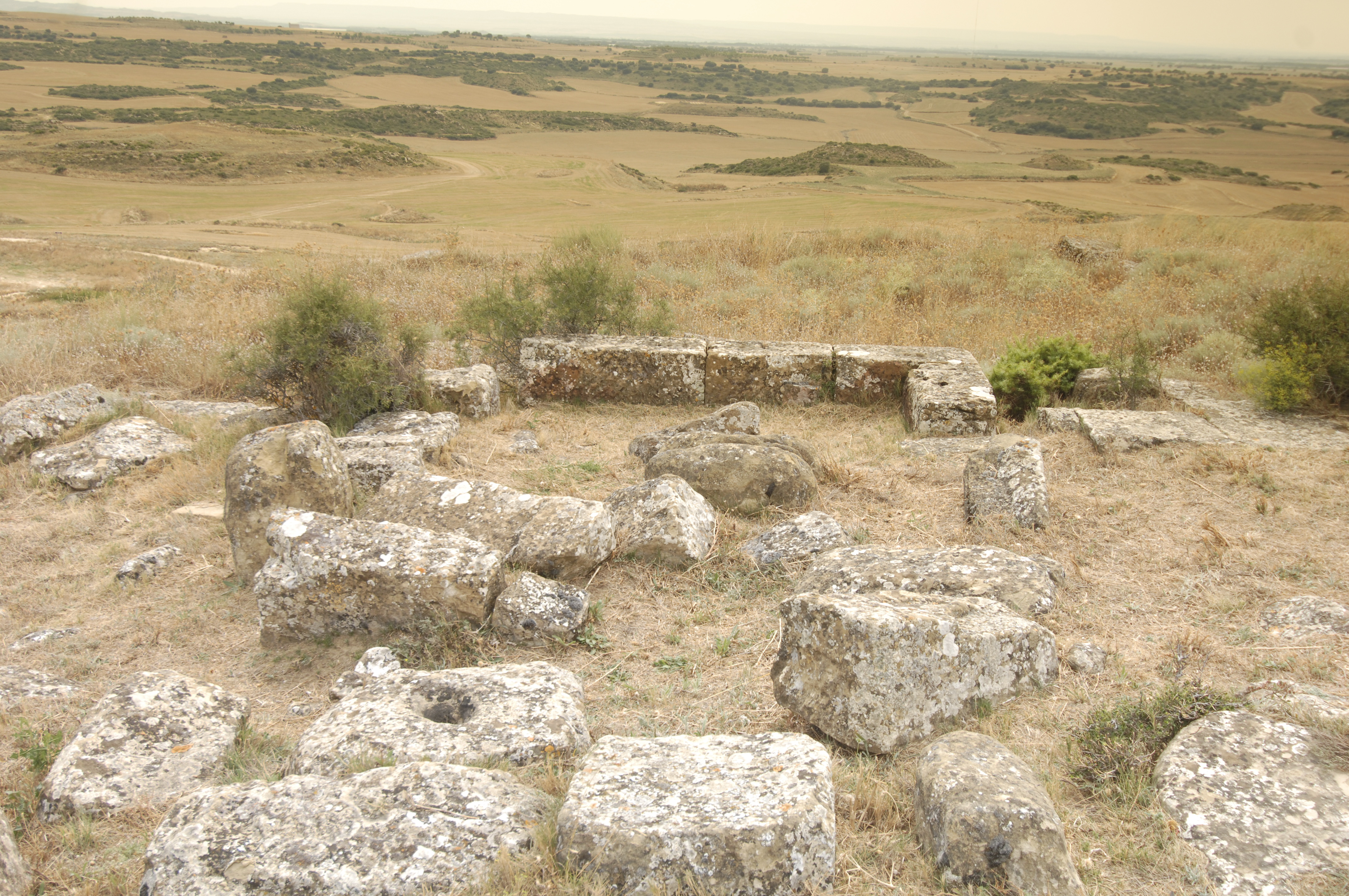
Estructuras de un posible templo en la cumbre de El Pueyo

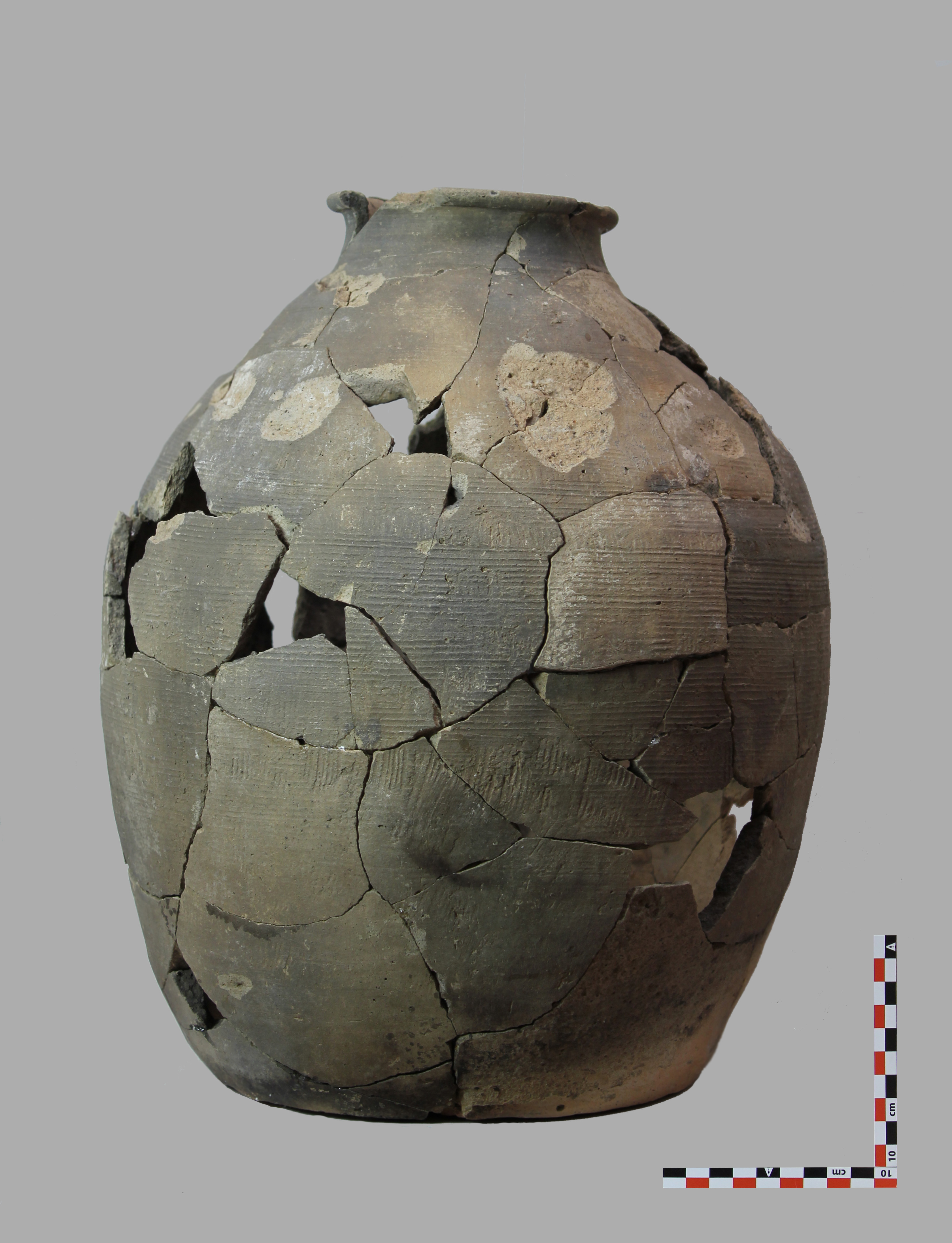
Tinaja encontrada, entre otras muchas piezas, en El Pueyo de Los Bañales (S. VIII-IX)

### El Pueyo
Teniendo en cuenta los resultados de las distintas campañas de prospecciones realizadas en el entorno de Los Bañales hasta la fecha, se calcula que la ciudad ocupó una superficie aproximada de 24 hectáreas, entre la ladera sur del cerro de El Pueyo y el montículo de El Huso y La Rueca (503 m.), al fondo del valle, dos grandes y toscas piedras en posición vertical, levantadas en época romana y cargadas de viejas leyendas de gigantes y de sansones, posiblemente un hito terminal de la ciudad, al pie del paso de la vía.

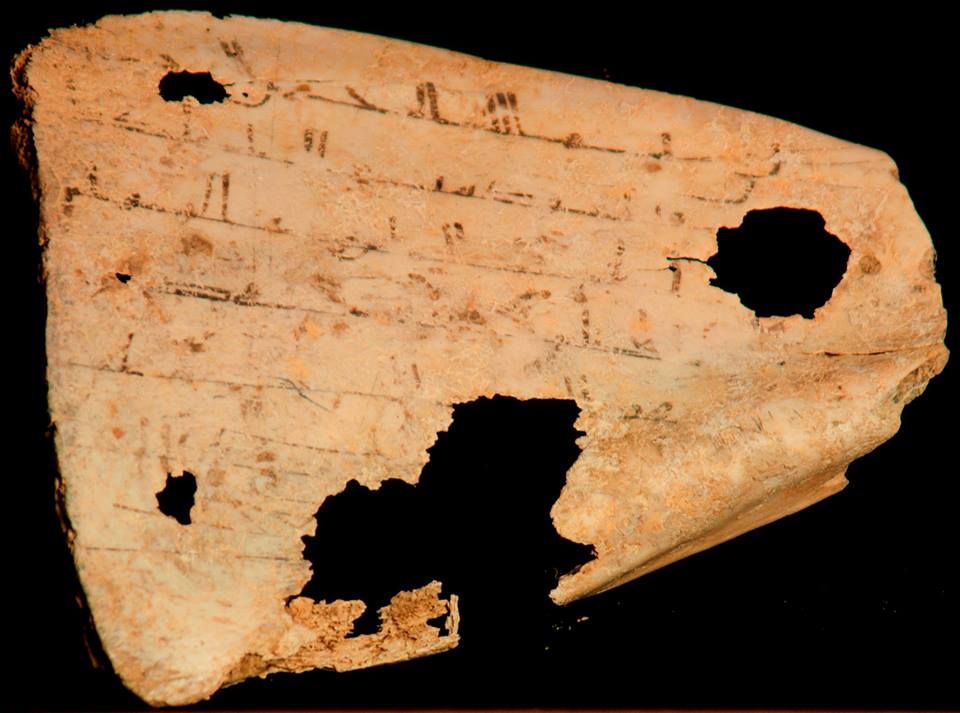
Escápula con texto en árabe encontrada en El Pueyo.

El cerro de El Pueyo, un pequeño promontorio de 567 metros de cota y algo menos de un centenar sobre las tierras circundantes, es posiblemente el punto de origen del poblamiento de la zona en época prerromana, romanizado en distinta medida en cada una de las tres terrazas en las que está estructurado y según las últimas evidencias conocidas, muy probablemente ocupado hasta el siglo IX de nuestra era, cuando la ciudad ya hacía siglos que estaba en proceso de desmantelamiento y sus habitantes dispersos por el territorio.
Desde el punto de vista doméstico, el sistema urbanístico varió en cada una de las terrazas. Así, en la más inmediata al foro, una calle central -parcialmente excavada por José Galiay y aún hoy visible- servía de eje para que las viviendas se dispusieran en torno a ella de modo radial. Protegiendo la segunda terraza se conservan restos de una muralla realizada con grandes sillares y en el punto más alto del cerro vestigios de un edificio monumental, tal vez un templo de factura romana, manteniendo el uso que pudo tener esta misma zona en época prerromana, ya que desde este punto se domina visualmente todo el valle.
Las excavaciones de 2016 y 2017 en el lugar han aportado un notable lote de material cerámico de los siglos VIII y IX d. C. así como el hallazgo de una singular escápula de hueso con texto en árabe.

### Foro
La primera terraza de El Pueyo, pudo estar reservada a fines de carácter público. Así permiten evidenciarlo los restos de la edificación que José Galiay denominó «templo» en sus excavaciones de la década de 1940, consistentes en una importante concentración de pedestales y elementos moldurados de notable envergadura junto a un muro de cierre en ángulo hacia el cerro y que no habían vuelto a ser motivo de estudio hasta el inicio del actual plan de investigación, revelando ya sin lugar a dudas, que se trata en realidad de un foro monumental del que hasta el momento solo se conocen parte de sus laterales norte y oeste.
Las actuaciones realizadas en las últimas campañas de excavación -desde 2008- han desvelado que el foro se sustentaba sobre grandes cajas de cimentación asentadas sobre la propia roca y realizadas con grandes sillares almohadillados, lo que hace intuir que los espacios superiores fueron de una majestuosidad imponente. Esto unido a su situación elevada y aterrazada en una amplia área comprendida entre la Ermita de Nuestra Señora de Los Bañales y el camino de subida a El Pueyo hacen suponer que el foro sería ostensiblemente visible desde la vía, a su paso a cierta distancia al sur de la ciudad cruzando el valle.
Las últimas campañas de excavaciones de verano en este espacio de la ciudad romana no han dejado de desvelar elementos que vienen a confirmar esa gran magnificencia que debió tener la plaza pública de la ciudad:
- Campaña III (2011) - Exedra en el pórtico oeste con cuatro monumentales inscripciones conservadas in situ de carácter votivo y salutífero dedicadas por una tal Pompeia Paulla a cuatro deidades.[44]
- Campaña IV (2012) - Edícula en el pórtico oeste -contigua a la anterior- con un podio monumental con restos de anclajes de estatuas y con cinco textos en los que los protagonistas son M. Fabius Nouus y Porcia Fauentina cuyas estatuas –a juzgar por las cartelas con sus nombres– ocuparían el lado izquierdo de la edificación, dejando el central reservado para una estatua a la Victoria Augusta ofrendada por ambos y los laterales para sendos homenajes por parte de cada uno de ellos a L. Fabius Placidus, tío de M. Fabius Nouus, y a Porcia Germulla, tal vez hermana de Porcia.[45][46]
- Campaña V (2013) - Un notable lote, de más de 40 piezas, de material escultórico romano amortizado, seguramente, para la conversión en cal. Piezas en mármol blanco importado, restos de programas decorativos diferentes compuestos por estatuas de togados y de acorazados.[47] Merecen especial atención los restos de una coraza de una estatua acorazada (thoracatus) decorados con relieves alusivos a una victoria imperial así como los restos de dos piernas que permiten reconstruir parcialmente la escultura original.[48]
- Campaña VI (2014) - Se define el perímetro completo del foro, descubriendo el lado occidental que faltaba. Se descubre también un nuevo lote de más de una treintena de piezas de mármol blanco de estatuaria del foro, destacando entre ellos un nuevo fragmento de la coraza del thoracatus, complementario del descubierto en la campaña de 2013 y varios fragmentos de retratos imperiales de la dinastía Julio-Claudia.
- Campaña VII (2015) - A finales de mayo en la excavación del criptopórtico oriental del foro, apareció un pedestal dedicado por el oficial de caballería Quinto Sempronio Vítulo al emperador Tiberio,[49] en su quinto consulado (31/32 d. C.),[50][51] la primera semana de junio un segundo pedestal, en la misma zona que el primero, este dedicado a Lucio Cesar,[52][53] hijo adoptivo del Emperador Augusto y que puede ser fechado entre el 5 a. C. y el 2 d. C.,[54][55] en la última semana de junio, un tercer pedestal en la misma zona, dedicado por un liberto a Quinto Sempronio Vítulo -promotor del primer pedestal dedicado a Tiberio- en el que se detalla su carrera militar,[56] como oficial en el ala Tauriana y subprefecto de cohorte en la cohors Germanorum[57] y en la primera semana de julio, un cuarto pedestal prácticamente idéntico al anterior,[58] aunque en esta ocasión aparece completo el nombre del dedicante del monumento, el liberto Aesopus[59] y, a diferencia del anterior, que se hizo por disposición testamentaria del propio Vitulo, este lo erigió Aesopus por propia iniciativa.[60]
- Campaña VIII (2016) - Se define de forma completa el perímetro de la plaza pública, con las tabernae por su lado occidental y la calle de subida a El Pueyo por el oriental.

### Termas
Las termas son sin duda, el monumento más representativo del yacimiento de Los Bañales y posiblemente un elemento inspirador del actual nombre de la zona, relativo a los baños. En gran medida su excelente estado de conservación actual se debe a su aprovechamiento durante años como vivienda, ya que así lo describió en 1610 Juan Bautista Labaña, geógrafo portugués, autor de un mapa y un itinerario del Reino de Aragón.

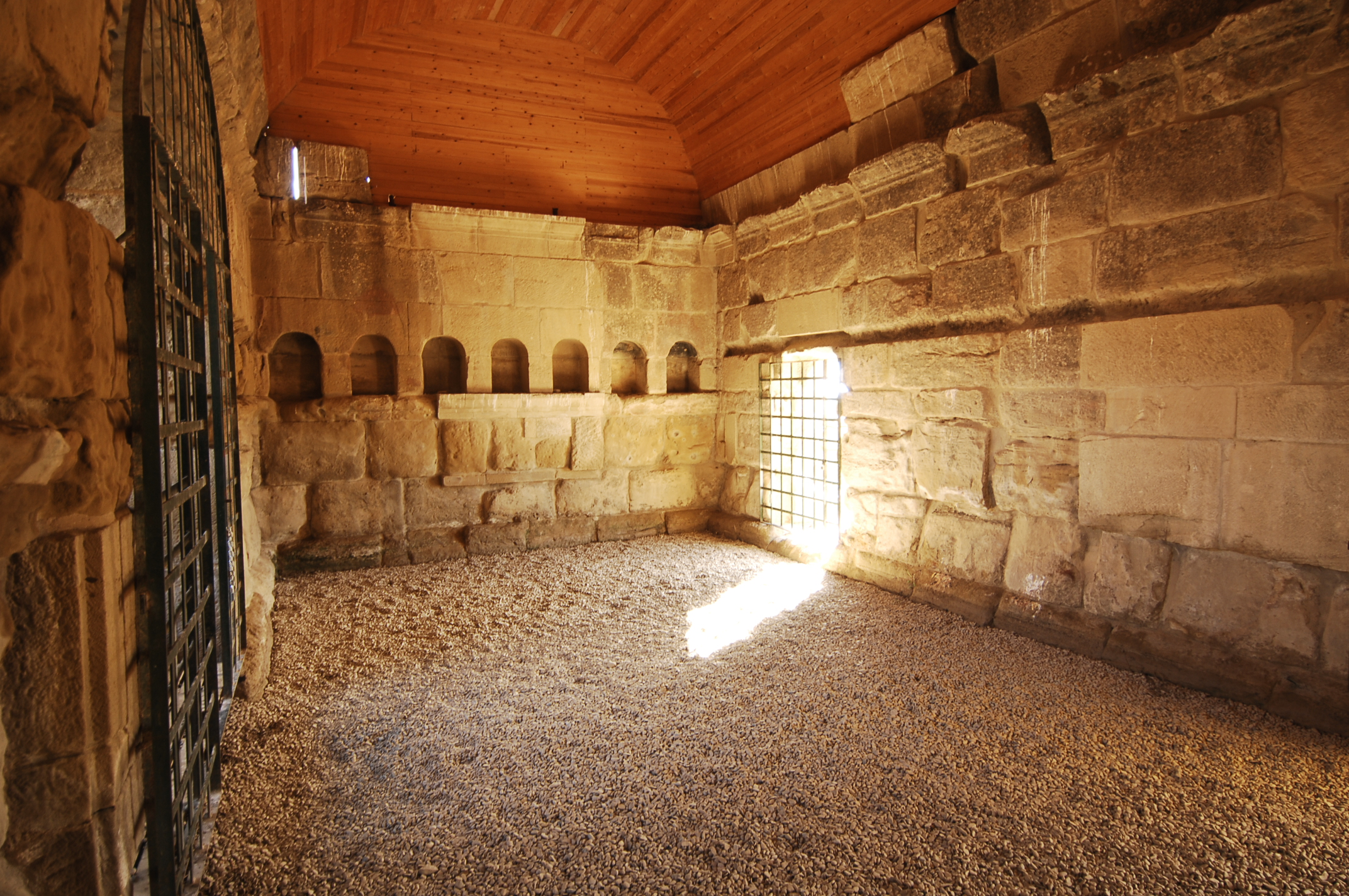
Apodyterium de las termas de Los Bañales

Fueron excavadas tanto por José Galiay como posteriormente por Antonio Beltrán, que procedió a su restauración y cubrimiento y en ese estado han llegado hasta nuestros días. Su extensión de unos 530 m² y una capacidad para 60 personas aproximadamente, hacen suponer que no serían las únicas termas de la ciudad, dado que el potencial que la misma está desvelando necesitaría de unas termas de mayor capacidad. En cualquier caso estas disponen de todas las salas necesarias para realizar un recorrido termal o de aseo completo.
Se accedía por dos pequeños vestíbulos con bancos, que permitían controlar los turnos de entrada y salida, de estos se pasa a un vestuario (apodyterium) en el que se conservan en sus paredes las hornacinas a modo de guardarropa (loculi) y desde este y a través de dos puertas se puede acceder a la sala fría (frigidarium) en la que hay una pequeña piscina (natatio), o a la sala templada (tepidarium) y desde esta a la sala caliente (caldarium) donde también había una bañera de agua caliente, en una sala que funcionaba como sauna (sudatio). En el lateral este de las termas había unas letrinas accesibles desde el frigidarium y desde el vestíbulo.

### Zonas residenciales, artesanales y comerciales
Existen varias zonas en la ciudad de Los Bañales, con estructuras que se identifican como zonas residenciales y/o comerciales, tanto en época romana como en otros momentos de su historia. Cada una de esas zonas tiene sus particularidades.

#### Área doméstico artesanal

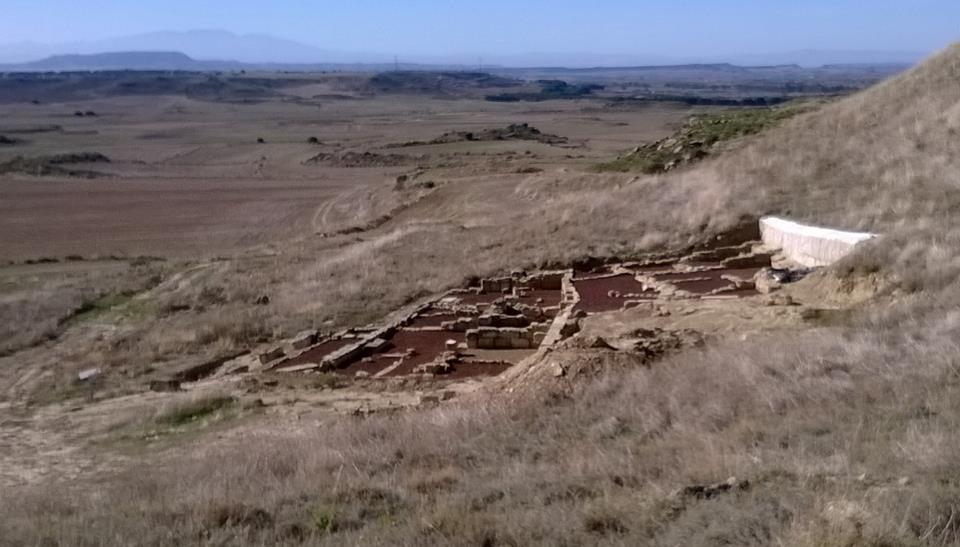
Área doméstico artesanal de Los Bañales

Junto a las termas, se ha excavado entre 2009 y 2012 una parcela del yacimiento que no había sido objeto de excavaciones previas, descubriendo un espacio de carácter artesanal e industrial, construido aprovechando otros espacios de aspecto monumental de uso posiblemente público, y reutilizando materiales arquitectónicos de otras construcciones.
Se observan en este espacio, tanto estancias de tipo residencial, como otras que parecen ser industriales, como hornos o zonas de almacenaje, lo que hace pensar que pueda tratarse de viviendas con talleres artesanales y teniendo en cuenta que se han encontrado gran cantidad de objetos realizados en hueso, es posible que se tratara de una tienda (taberna) dedicada a la fabricación y venta de estos productos.

#### Calle porticada

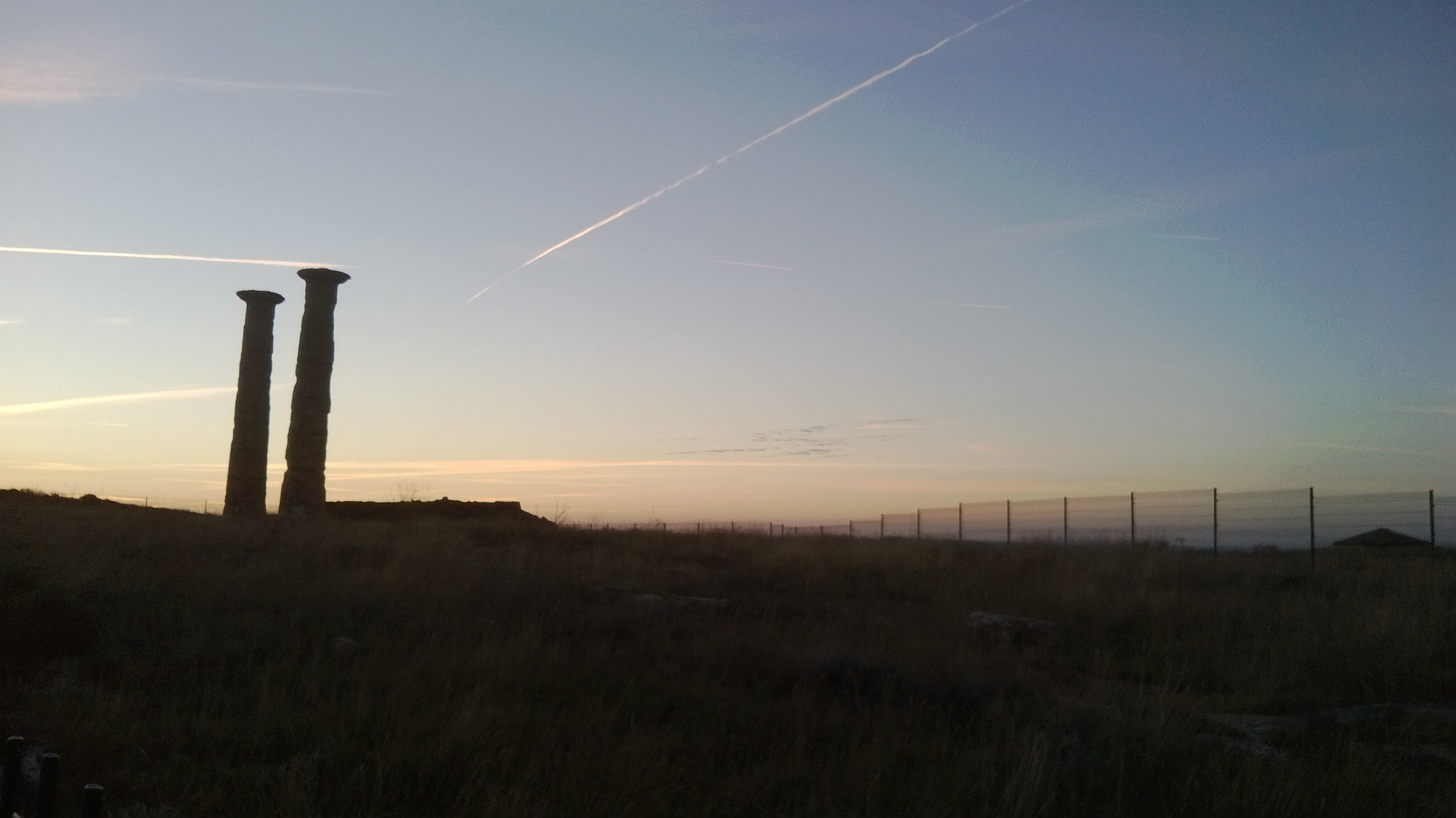
Amanecer en la Casa del Peristilo de Los Bañales

Lo primero que se encuentra el visitante que llega a Los Bañales por la población de Layana, son dos colosales columnas toscanas. Durante décadas se consideraron erróneamente un posible acceso al foro de la ciudad o parte de un mercado (macellum), pero en realidad, estas dos columnas -y otras de las que solo se conserva su base- formarían parte de un pórtico ubicado en el cruce de dos calles -de las que se conservan parte de las aceras- en uno de cuyos ángulos se ubicó una vivienda monumental, previsiblemente perteneciente a la élite local. Se trata de una vivienda, con dos peristilos, a los que se abrían las estancias principales, de las que se conservan partes del zócalo de piedra, en los que se apoyarían los distintos muros.
Junto a esta zona, excavada por última vez y de forma muy parcial, en los años 70 del siglo XX, se conservan también los restos de una escalera que conduce a otra zona ubicada en una terraza inferior, hasta hace poco zona de cultivo pero cedida recientemente a la excavación por Miguel Olóriz, su propietario.

#### Viviendas de El Pueyo

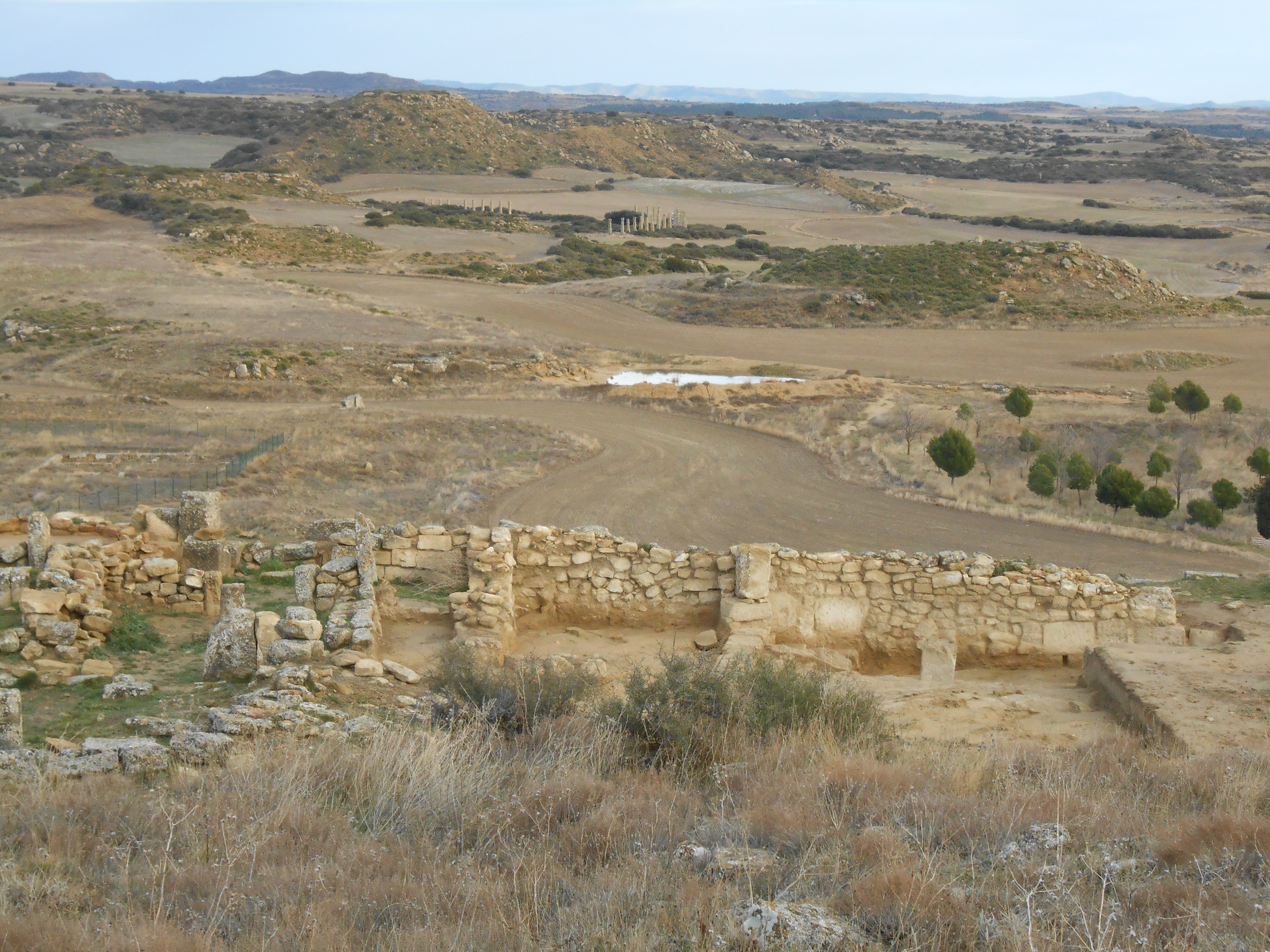
Viviendas en El Pueyo de Los Bañales y vista del valle. Al fondo el acueducto.

Ocupado por viviendas de época prerromana, El Pueyo fue extraordinariamente aprovechado en toda su extensión y en el caso de las viviendas, especialmente su segunda terraza, donde hoy en día se pueden intuir, observándola desde un punto elevado, las distintas manzanas de casas (insulae). En las fachadas de estas casas, que en algunos casos debieron tener bajos comerciales (tabernae), se pueden observar bloques bien escuadrados y de gran tamaño situados en zonas clave de la edificación, mientras que los zócalos medianeros del interior fueron elaborados con sillarejo y ortostatos perpendiculares para dar mayor consistencia al muro. Su estructura atípica para el modelo romano hace suponer que son viviendas adaptadas a las distintas épocas de pervivencia de la población en esta zona de la ciudad, desde siglos antes a la romanización y hasta siglos después del desmantelamiento de las estructuras públicas de la ciudad romana.
Excavada por José Galiay y documentada de nuevo por Antonio Beltrán, una parte de la segunda terraza citada, se encuentra en la actualidad de nuevo en estudio, habiendo descubierto en las últimas excavaciones un tramo de la muralla que rodeaba esta terraza, con el basamento de una de sus torres e incluso el quicio de una puerta de la muralla.

### Abastecimiento de agua
Ubicada en una inmensa planicie en el centro de las cuencas fluviales de los ríos Riguel y Arba de Luesia, la ciudad de Los Bañales debió solventar, por medio de cisternas y de manantiales hoy extintos, el abastecimiento de agua en sus orígenes, pero su crecimiento o la pérdida de los acuíferos originales le llevaron a construir un sistema hidráulico, sin parangón en el mundo romano, que le proporcionara el volumen de agua necesario para cubrir todas sus necesidades.
A juzgar por las marcas atestiguadas en algunos de los sillares de los pilares del acueducto aludiendo a la Legio IIII Macedonica que participó en la construcción entre el 9 y 5 a. C. de la vía entre Caesaraugusta y Pompelo -junto a la Legio VI Victrix y la Legio X Gemina-, se podría datar la construcción del acueducto en esas mismas fechas, coincidiendo con el que sería el primer despegue monumental de la ciudad.

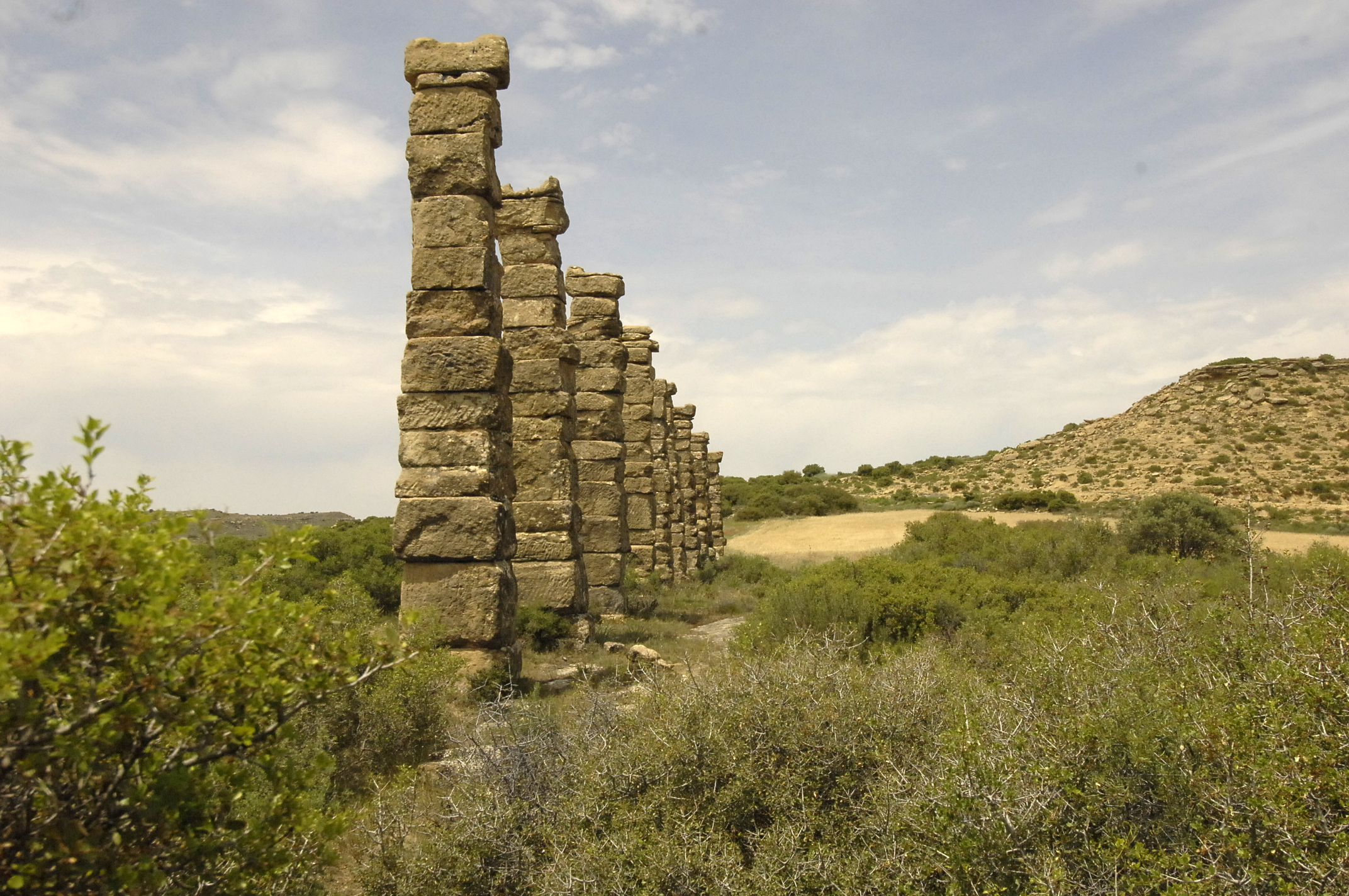
Algunos pilares del acueducto de Los Bañales.

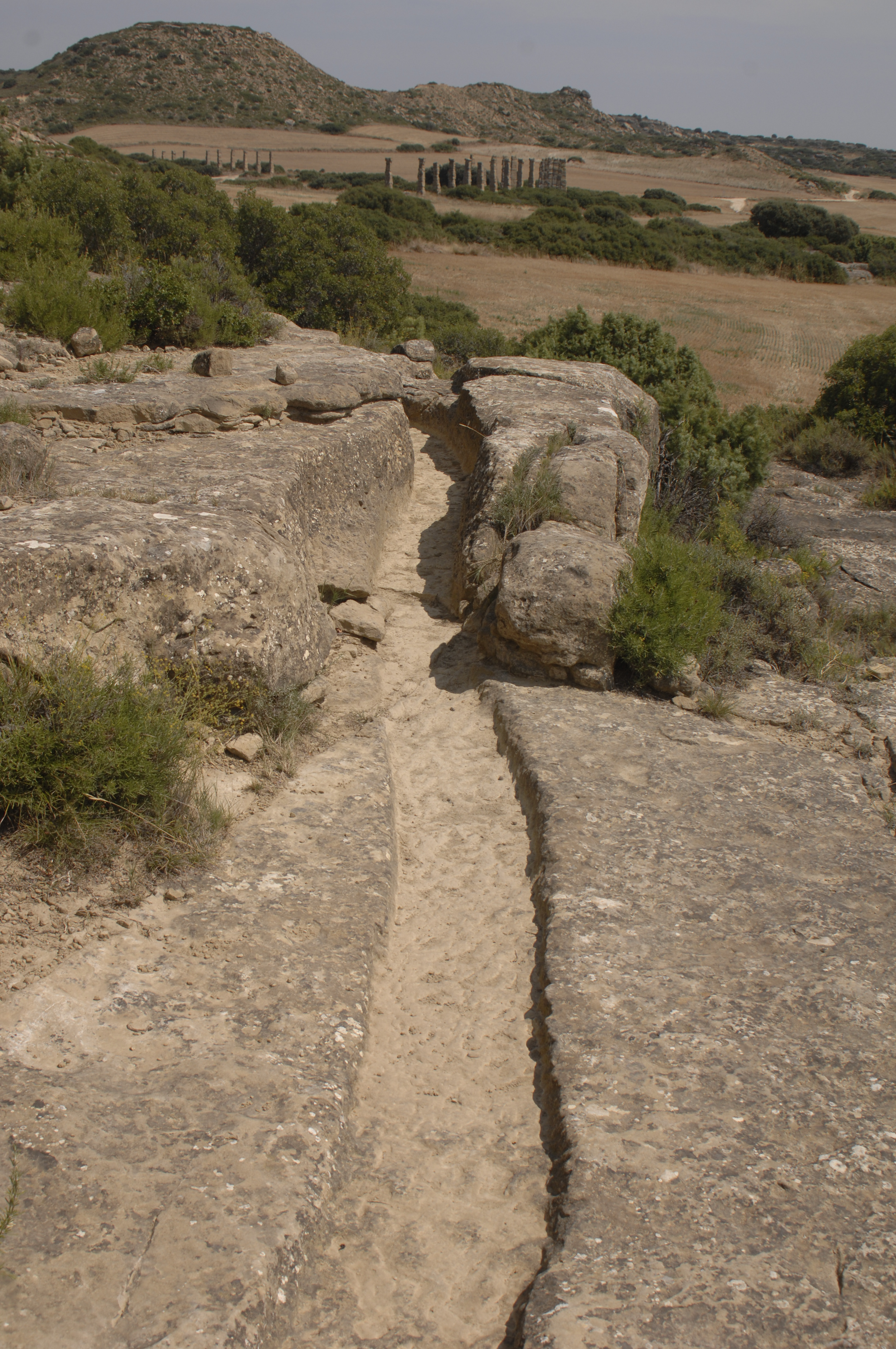
Tramo de specus del acueducto de Los Bañales, con los pilares al fondo.

#### Tramo elevado del acueducto: los Pilarones
El acueducto constituye uno de los elementos más destacados del yacimiento arqueológico de Los Bañales. Se trata de una obra, que a pesar de su aparente tosquedad es una referencia entre los acueductos romanos en España debido a su sistema constructivo.
Se extiende desde Puy Foradado —cerro de sugerente nombre que según la tradición se debe a que estuvo perforado para el paso del agua— salvando una pequeña depresión de unos 350 m, apoyándose en una cresta rocosa, en parte elevado sobre pilares y en otros puntos por un canal tallado en la propia roca (specus), para acceder a la ciudad de Los Bañales en algún punto aún por determinar.
De esta parte elevada del acueducto se conservan 32 de los más de 70 pilares que se supone que debió tener, construidos con sillares de arenisca de la zona, en número y grosor variable en cada pilar, dependiendo de la altura necesaria, colocados en seco uno sobre otro e ingeniosamente apoyados sobre el estrato de areniscas que aflora en la zona y en el que se labraron las cajas de cimentación necesarias para el equilibrado de cada pilar sobre el terreno.
El sillar superior de cada pilar, tiene un rebaje en forma de «U» que serviría para el apoyo del dintel que sostendría el canal o tubería que transportaría el agua y, a unos 90 cm de la coronación de cada pilar, aparece una perforación horizontal de lado a lado, que permitiría crear un sistema de apuntalamiento para el apoyo del dintel en el centro del vano entre cada dos pilares, reforzando de ese modo la estructura.
El tramo elevado de este singular acueducto, se complementaba con tramos de specus tallado en la propia roca -se han recuperado algunos metros de este sistema-, aprovechando la ladera de algunas lomas, manteniendo el nivel necesario y con la pendiente adecuada para la continuidad del tránsito del agua. Teniendo en cuenta las cotas a las que se encuentran los distintos elementos del recorrido se ha calculado que todo el acueducto mantenía una pendiente constante inferior al 0,1% —un metro de diferencia por cada kilómetro de recorrido—, lo que hace una diferencia de altura entre pilares de unos pocos milímetros.
Existe una leyenda local que atribuye la construcción del acueducto al Diablo:

Una joven que supuestamente viviría en Los Bañales, cansada de acarrear el agua desde el río, hace un pacto con el Diablo para que le construya un acueducto que traiga el agua hasta su casa antes de que cante el gallo al día siguiente aportando su alma a cambio, pero cuando próximo al amanecer del día siguiente el Diablo está colocando la última piedra de su obra, la joven acerca un candil al gallo, que creyendo que ya es de día, canta y hace que el Diablo desista pensando que no ha podido conseguir su cometido, consiguiendo la joven de ese modo y tras colocar la última piedra, su preciado acueducto sin pérdida de su alma.
Leyenda popular.

#### Presa

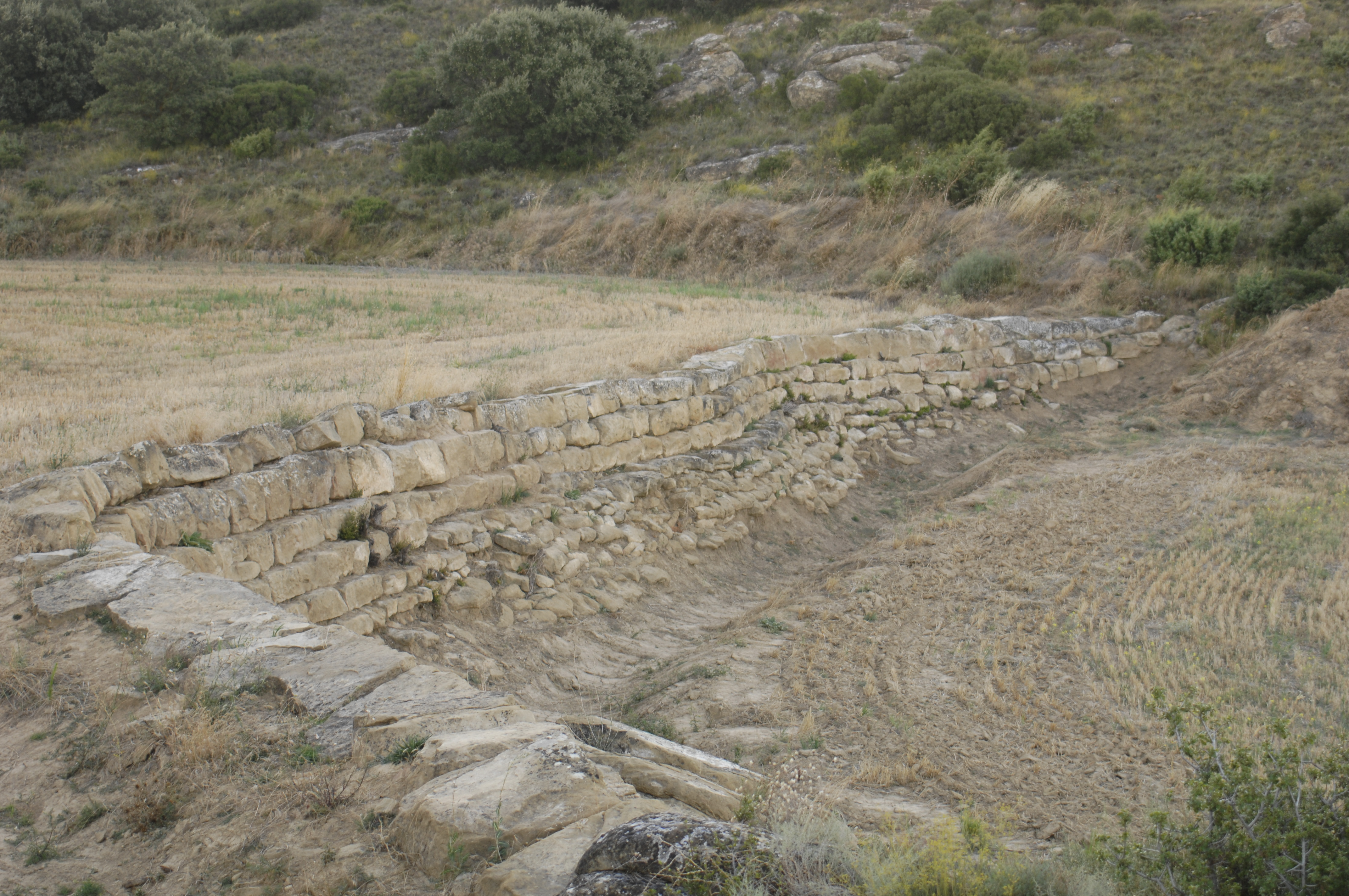
Presa de Cubalmena (Biota).

La tradición oral atribuye el origen del agua que llegaba a Los Bañales, basándose exclusivamente en la memoria colectiva, a la Fuente del Diablo de Malpica de Arba, pero hasta el momento no ha podido confirmarse este dato y las mediciones de cota realizadas en los más de 9 km en línea recta de recorrido entre este lugar y la ciudad romana lo hacen difícilmente viable, lo que hace pensar que el origen del suministro (caput aquae) es otro.
Por ese motivo, y teniendo en cuenta algunos apuntes de campañas arqueológicas anteriores que citaban una posible presa en el paraje llamado Cubalmena —nombre de por sí ya definitorio—, en el actual Plan de Investigación se ha confirmado la existencia de dicha presa, que distaría poco más de 2 km del centro del actual yacimiento, aunque se encuentra ya en el término municipal de Biota.

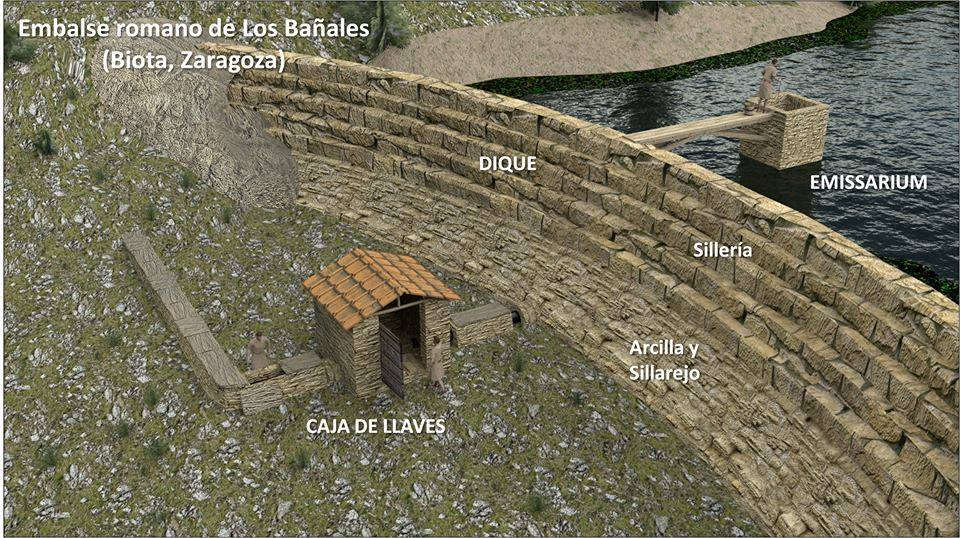
Recreación de la presa de Cubalmena (Biota).

La estructura descubierta, sin duda se trata de una presa romana, aunque en la actualidad sirve de muro de separación entre dos parcelas de cultivo a distinta altura, pero excavado en su totalidad lo que sería su frontal aguas abajo, se observa un muro de 53 m de largo en forma de arco, realizado con sillares colocados en hiladas escalonadas y apoyado en sus dos extremos sobre dos afloramientos rocosos en los que se apuntalaría para resistir el empuje de la masa de agua. Se han realizado catas en la parte superior del dique, constatando que se construyó sobre un lecho de arcillas que además de apoyo le servía para impermeabilizarlo.
Teniendo en cuenta el tamaño del dique, una altura aproximada de 3 m y la extensión del lienzo de agua según la orografía de la finca superior, se ha calculado que en su momento pudo contener unos 30 000 m³ de agua. Sería el agua proveniente de un manantial actualmente desaparecido –pero que aún perdura en el recuerdo de las gentes y que hace que el terreno actual sea especialmente fértil- así como el agua de la lluvia que recogería de los cerros cercanos por los pequeños barrancos que confluyen en esa misma parcela.
Desde esta presa y rodeando —u horadando— el cerro de Puy Foradado, la salida de agua buscaría el valle en dirección a la ciudad y enlazaría con el tramo elevado del acueducto, aunque de momento no se conoce el punto de arranque ni el modo en el que enlazarían estas dos estructuras.

### Necrópolis

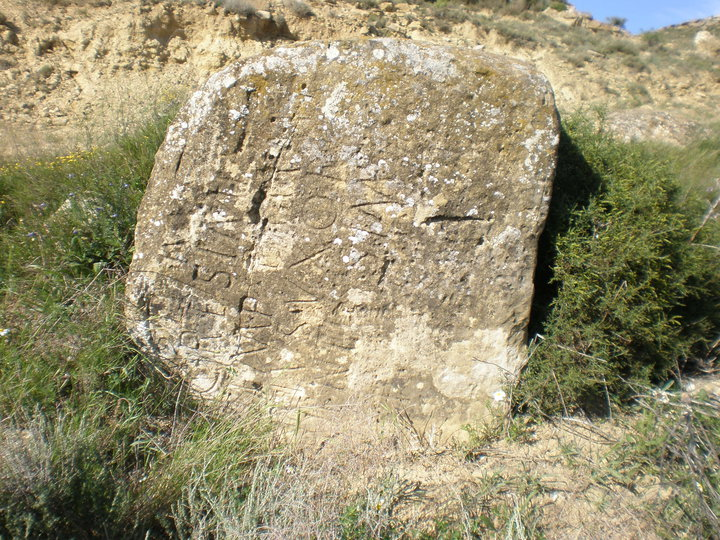
Cupa dedicada a Chresima por Sempronio Paramithio. Necrópolis de Los Bañales.

Como cualquier ciudad romana, Los Bañales contó con su propia necrópolis. Se han identificado sus restos al suroeste de lo que habría sido el núcleo urbano, es decir, a espaldas de la ciudad, accesible tanto desde esta como desde la vía que pasaría a poca distancia de este lugar.
Fruto de las prospecciones arqueológicas -todavía no se ha excavado en esta zona- se ha podido constatar que en la necrópolis había estelas cuadrangulares y de cabeza triangular, altares funerarios, pedestales y especialmente cupae.
Las cupae (en latín, singular cupa, plural cupae) son un tipo peculiar de monumento funerario de planta alargada con cubierta cilíndrica, imitando un tonel tumbado (cupa significa ‘tonel’ en latín), que se utilizaron en algunas regiones del Imperio Romano entre los siglos I y III y que fue excepcionalmente frecuente en esta zona. Bajo su forma de tonel disponía de un hueco en el que se introducía una urna con las cenizas del difunto y disponía de un orificio lateral para que los familiares pudieran hacer ofrendas y libaciones y en uno de los laterales se esculpía una inscripción conmemorativa.
Las cupae no solo fueron frecuentes en la necrópolis de Los Bañales sino, especialmente, en las de sus fincas rurales, ocupadas por villae de la elite. Los hallazgos se han ido incrementando en los últimos años, desde el inicio de la revisión del territorio rural en 2009, el último se produjo en el verano de 2015.

#### Monumentos funerarios

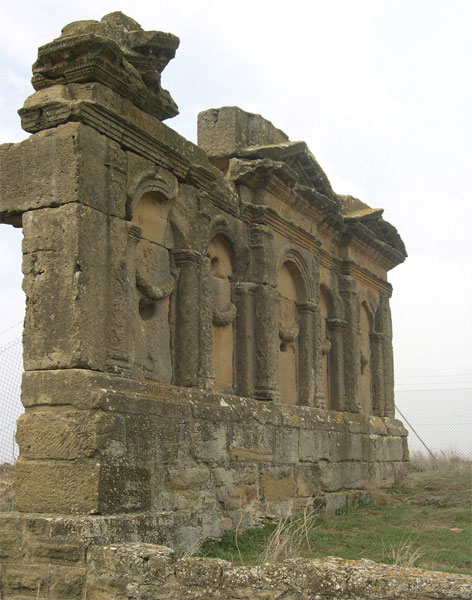
El Mausoleo de los Atilios, portada norte.

Al amparo de la ciudad de Los Bañales y no lejos de la vía que por allí pasaba, algunas de las fincas de la élite local, disponían en el entorno de sus lujosas edificaciones de acotados funerarios propios, de los que nos han llegado algunas evidencias.
- Mausoleo de los Atilios. Llamado popularmente El altar de los moros, es un mausoleo romano del que se conserva su portada y en cuyas inscripciones indica que Atilia Festa lo construyó, en vida, para su abuelo Cayo Atilio Genial, para su padre Lucio Atilio Festo y para ella misma. Esta fachada es una de las joyas ornamentales del arte funerario romano en la península ibérica.[79]

- Mausoleo de la Sinagoga de Sádaba. Se trata de un mausoleo romano realizado en opus mixtum, un aparejo romano hecho a base de sillarejo y ladrillo, de planta cruciforme con dos exedras absidiadas a los lados, con brazos desiguales. El monumento sigue paralelos arquitectónicos de época constantiniana (siglo IV d. C.), como Sant Miquel de Egara (Tarrasa) o Centcelles (Constantí, Tarragona). Estaría asociado igualmente a una suntuosa villa, de la que se conservan algunos restos a escasos metros del mausoleo.

El 17 de abril de 2015 el Laboratorio de Documentación Geométrica del Patrimonio (LDGP) de la Universidad del País Vasco, presentó en Biota un exhaustivo trabajo sobre los restos de este mausoleo, documentando su estado de conservación en ese momento y quedando sus resultados a disposición pública para futuros estudios o trabajos de restauración.

## Poblamiento rural
La comarca de las Cinco Villas es hoy en día un territorio eminentemente rural. Pese a la intensa urbanización que la zona registró en época romana, sus antiguas ciudades vivían, sobre todo, de la actividad agraria. Cereal, aceite, vino, esparto, madera, productos ganaderos y, también, arenisca debieron ser los productos “estrella” de este territorio tan intensamente romanizado, muy bien irrigado por las aguas de los ríos Riguel y Arba de Luesia y atravesado, además, por una calzada fundamental, la que conectaba el valle del Ebro con el Cantábrico y con el Pirineo y una extensa red de caminos secundarios.
La élite local, que disponía de grandes explotaciones agrícolas, mantenía una activa relación con la ciudad, utilizándola como mercado de sus productos y como fuente de trabajadores. Existían grandes distritos rurales anexos a la ciudad -uici- donde se ubicaban los distintos grupos de artesanos y algo más alejadas y situadas estratégicamente las uillae, suntuosas fincas que aprovechaban los recursos de su área circundante y que disponían en algunos casos de importantes instalaciones particulares como termas o necrópolis propias; a alguna de estas uillae pertenecen los mausoleos de los Atilios o de la sinagoga de Sádaba.

## Musealización y reconstrucciones virtuales
Los dos conjuntos epigráficos del foro, por decisión de Gobierno de Aragón, fueron protegidos por réplicas en arenisca realizadas por la Escuela Taller de cantería, con que dicha institución contaba en Sádaba hasta 2012.
En el verano de 2013 el Ayuntamiento de Layana con el asesoramiento del equipo científico de los Bañales inauguró un innovador centro de interpretación sobre el paisaje rural romano llamado De Agri Cultura. Ese espacio interpretativo está ubicado en el torreón medieval del siglo XI que preside el caserío del municipio. Se trata de un espacio domotizado que permite a quien lo visita hacerse una idea de los sistemas productivos, de la vida económica y de la sociedad campesina de la época romana en el entorno de Los Bañales.
Durante el año 2014, Pablo Serrano Basterra, becario del plan de investigación de la Fundación Uncastillo en Los Bañales, ha estado trabajando, con el asesoramiento del equipo científico del proyecto, y gracias al uso de la herramienta informática para recreación virtual del patrimonio arqueológico Blender, en el proyecto Forum Renascens que pretende, a través de la tecnología 3D, devolver la vida al foro que tendría un aspecto semejante al que se ha propuesto en el resultado de dicho trabajo.
Desde 2015, y gracias a la colaboración de la Fundación Caja Navarra, la Obra Social "La Caixa" y la UNED de Tudela, Los Bañales cuenta con un Museo Virtual en constante incremento alojado en la plataforma Sketchfab que es una de las más empleadas[cita requerida] por proyectos patrimoniales e instituciones. El museo recoge los trabajos de digitalización en 3D de todo tipo de material arqueológico -desde estructuras hasta objetos de la cultura material- no solo procedente de Los Bañales sino también de otros enclaves arqueológicos de la comarca de las Cinco Villas. El autor de los modelos tridimensionales, que incluyen anotaciones de carácter pedagógico e informativo, es Pablo Serrano Basterra bajo la coordinación de Javier Andreu Pintado.
El 17 de abril de 2015, dentro del programa del I Fin de Semana Romano en Los Bañales se presentaron en Biota dos audiovisuales dedicados al sistema hidráulico de la ciudad. El primero de ellos un reportaje dirigido por el joven realizador aragonés Álvaro Bonet y el segundo, una recreación infográfica realizada en Blender por Pablo Serrano, de la que también aparecen fragmentos en el primero de los audiovisuales.
En enero de 2016, a partir de una detallada documentación fotogramétrica y tras el seguimiento de monumentos parecidos y del ritmo del hecho funerario en la zona en época romana, Pablo Serrano, infografista del proyecto de Los Bañales ha llevado a cabo una restitución estructural del acotado, en 3D, que se aloja en el canal de vídeos de Los Bañales.
El sábado 10 de febrero de 2018 se presentó en la localidad de Layana (Zaragoza) una aplicación para móviles y tabletas Android que permite conocer el yacimiento de los Bañales a través de una serie de materiales multimedia como audioguías, recreaciones virtuales o videos en 3D. Este yacimiento es el primero de Aragón que pone a disposición del público una aplicación de este tipo. En su primera edición se centra en el foro de la ciudad romana, dejando el resto de partes del yacimiento para posteriores ampliaciones. El proyecto ha sido posible gracias a la Fundación Española para la Ciencia y la Tecnología (FECYT) y a la colaboración de ADEFO Cinco Villas, los ayuntamientos del entorno y la Universidad de Navarra (UNAV). Su programador ha sido César Aísa.
La empresa Paleorama trabajó en el proyecto Princeps Resurgens, que pretende la reconstrucción virtual por medios fotogramétricos del thoracatus descubierto en la campaña V de excavaciones.

## Reconocimientos
El 30 de septiembre de 2016 se otorgó al proyecto arqueológico de Los Bañales el premio en la modalidad Local/Regional en la Primera Edición de los Premios Sísifo a la investigación, defensa y divulgación del Patrimonio Arqueológico, impulsados por el Grupo de Investigación Sísifo de la Universidad de Córdoba a través de su proyecto de cultura científica Arqueología Somos Todos, destacando el compromiso con la difusión y la socialización del patrimonio que, desde 2008, se viene desarrollando en Los Bañales. La entrega del premio tuvo lugar en la propia Universidad de Córdoba el día 27 de octubre de 2016.